# Supernova (aespa 노래)
"Supernova"는 Aespa의 첫 정규 음반 Armageddon에 수록된 곡이다. 이 곡은 2024년 5월 13일 SM 엔터테인먼트를 통해 음반의 리드 싱글로 발매되었다. 켄지가 작사하고 그녀와 Paris Alexa, Dem Jointz가 작곡한 이 곡은 Aespa의 확장된 세계관을 초신성에 비유하는 가사로 힙합 음악과 EDM이 가미된 댄스 및 하이퍼팝 곡이다.
이 곡은 대한민국에서 큰 상업적 성공을 거두었으며, 퍼펙트 올킬을 달성하고 그룹 최초로 써클 디지털 차트 정상에 올랐다. 이 곡은 11주 연속 1위를 차지하며 올해 최고의 히트 싱글이 되었다. "Supernova"는 또한 홍콩 차트에서도 1위를 차지했으며 이집트, 인도네시아, 말레이시아, 싱가포르, 대만에서는 톱 10에 진입했다. 빌보드 글로벌 200에서 17위, 글로벌 Excl. US에서 6위를 기록하며 후자 차트에서 처음으로 톱 10에 진입했다. 이 곡은 2024 코리아 그랜드 뮤직 어워즈, 2024 엠넷 아시안 뮤직 어워드, 2024 멜론 뮤직 어워즈, 제39회 골든 디스크 어워즈 및 제22회 한국대중음악상에서 올해의 노래를 포함한 수많은 연말 시상식 상을 받았다.

## 배경 및 발매
2024년 4월 22일, SM 엔터테인먼트는 Aespa가 첫 정규 음반 Armageddon을 발매할 것이라고 발표했다. 또한 이 음반에는 "Supernova"와 "Armageddon" 두 개의 타이틀곡이 수록될 것이며, 전자는 5월 13일에, 후자는 음반과 함께 5월 27일에 발매될 것이라고 발표했다. 5월 10일에는 하이라이트 메들리 티저 영상과 함께 트랙 리스트가 공개되었다. 이틀 후, 뮤직 비디오 티저가 공개되었다. "Supernova"는 뮤직 비디오와 함께 5월 13일 발매되었다.
9월 20일, ScreaM Records는 33번째 iScreaM 시리즈의 일환으로 캐나다 음악가 그라임스가 리믹스한 "Supernova" 버전을 "Armageddon" 리믹스와 함께 발매했다.

## 구성
"Supernova"는 켄지가 작사, 작곡했고, Paris Alexa가 작곡에 참여했으며, Dem Jointz가 작곡과 편곡에 모두 참여했다. 이 곡은 미국의 힙합 아티스트 아프리카 밤바타와 Soulsonic Force의 1982년 곡 "Planet Rock"을 샘플링했다. 이 곡은 "강력한 킥과 베이스", "중독성 있는 톱 라인", "신스 멜로디"가 특징인 댄스 및 하이퍼팝 곡으로 묘사되며, 다른 차원으로 문을 여는 사건의 시작을 초신성에 비유하여 "Aespa의 확장된 세계관"과 "큰 폭발의 시작"을 표현한다. "Supernova"는 나단조 조로 작곡되었으며, 템포는 분당 120비트이다.
빌보드의 길 카우프만은 이 곡을 "힙합 비트, EDM 리듬, 부드러운 팝 보컬이 융합된 댄스 플로어에 최적화된 곡"이라고 묘사했다. 업록스의 데릭 로시뇰은 "Supernova"를 "팝, 댄스, 힙합, 전자 음악의 요소를 하나의 응집력 있는 패키지로 결합한 크로스 장르 뱅어"라고 평가했다.

## 상업적 성과
"Supernova"는 2024년 5월 12일부터 18일까지의 주간 써클 디지털 차트에 8위로 데뷔했으며, 다음 주에 1위로 상승했다. 이 곡은 2024년 5월 25일 주간 빌보드 South Korea Songs 차트에 데뷔했으며, 다음 주에 1위로 상승했다. 이 곡은 iChart의 실시간, 일간, 주간 차트에서 동시에 1위를 차지하는 퍼펙트 올킬을 달성했다. 일본에서는 2024년 5월 22일 주간 빌보드 재팬 핫 100 차트에 26위로 데뷔했으며, 다음 주에 25위로 상승했다. 오리콘 통합 싱글 차트에서는 2024년 5월 27일 주간 차트에 24위로 데뷔했다.
싱가포르에서는 "Supernova"가 2024년 5월 10일부터 16일까지의 주간 RIAS 톱 스트리밍 차트에서 28위, 톱 지역 차트에서 11위로 데뷔했으며, 다음 주에 톱 스트리밍 차트에서 6위, 톱 지역 차트에서 2위로 상승했다. 홍콩에서는 2024년 5월 25일 주간 빌보드 홍콩 송 차트에 15위로 데뷔했으며, 다음 주에 1위로 상승했다. 대만에서는 2024년 5월 25일 주간 빌보드 대만 송 차트에 6위로 데뷔했으며, 다음 주에 2위로 상승했다. 인도네시아에서는 2024년 6월 1일 주간 빌보드 인도네시아 송 차트에 14위로 데뷔했다. 말레이시아에서는 2024년 6월 1일 주간 빌보드 말레이시아 송 차트에 10위로 데뷔했다.
미국에서는 "Supernova"가 2024년 5월 25일 주간 빌보드 월드 디지털 송 세일즈 차트에 5위로 데뷔했다. 뉴질랜드에서는 "Supernova"가 2024년 5월 20일 주간 RMNZ 핫 싱글 차트에 20위로 데뷔했으며, 다음 주에 12위로 상승했다. 영국에서는 이 곡이 2024년 5월 17일부터 23일까지의 주간 OCC의 UK Singles Download Chart, 그리고 UK Singles Sales Chart에 33위로 데뷔했다. 네덜란드에서는 이 곡이 2024년 5월 27일 주간 글로벌 탑 40 차트에 17위로 데뷔했다. 아르헨티나에서는 이 곡이 2024년 6월 1일 주간 빌보드 아르헨티나 핫 100 차트에 50위로 데뷔했다. 전 세계적으로, 이 곡은 2024년 5월 25일 주간 빌보드 글로벌 200 차트에 50위, 그리고 빌보드 글로벌 Excl. U.S. 차트에 23위로 데뷔했으며, 다음 주에 글로벌 200에서 19위, 글로벌 Excl. U.S.에서 7위로 상승했다. 이 곡은 글로벌 200에서 17위, 그리고 다음 주 글로벌 Excl. U.S.에서 6위를 기록했다.

## 뮤직 비디오
하정훈(하트트릭)이 감독한 뮤직 비디오는 2024년 5월 13일 곡과 함께 공개되었다. 같은 날, 뮤직 비디오가 10시간 만에 조회수 1000만 회를 돌파했다고 발표되었다.
"미래적인" 뮤직 비디오는 "역동적이고 위트 있는 캐릭터화"로 Aespa를 보여주며, 도시 전체에 걸쳐 그들의 초능력을 과시한다. 이 뮤직 비디오는 각 멤버가 "초자연적인 힘"을 가지고 있음을 보여준다 – 카리나의 초강력, 닝닝의 불 제어, 윈터의 공중 부양, 그리고 지젤의 시간 반복. 비디오는 카리나가 높은 곳에서 차 위로 떨어지는 것을 살아남는 것으로 시작한다. 잠시 후, 그녀는 부서진 차량에서 아무런 상처 없이 떠난다. 다른 장면에는 멤버가 "주차된 차의 사이드 미러를 뜯어내고, 뱀파이어 송곳니를 번쩍이며 한 손으로 차량을 들어 올리는" 모습이 포함된다.
또한 AI 기술을 사용하여 Aespa의 얼굴 정지 사진을 곡의 가사와 시너지를 이루도록 움직였다. 멤버 닝닝은 "AI 장면을 봤을 때 너무 웃었다"며 "예상치 못한 장면"이라고 묘사했다. 그녀는 또한 "AI 커버와 AI-모든 것이 그렇게 인기가 많은 세상에서도" 이 기술이 "우리의 표정과 인간의 온도를 복제할 수 없을 것"임을 깨달았다고 말했다.

## 프로모션
"Supernova" 발매 후, 2024년 5월 13일 Aespa는 첫 주 프로모션에서 4개의 음악 프로그램에 출연했다: 5월 16일 엠넷의 엠카운트다운, 5월 17일 KBS의 뮤직뱅크, 5월 18일 MBC의 쇼! 음악중심, 그리고 5월 19일 SBS의 인기가요. 두 번째이자 마지막 주 프로모션에서 그들은 4개의 음악 프로그램에 출연했다: 5월 23일 엠카운트다운, 5월 24일 뮤직뱅크, 5월 25일 쇼! 음악중심, 그리고 5월 26일 인기가요에서 뮤직뱅크를 제외하고 세 번의 출연에서 1위를 차지했다.

## 수상
대한민국의 음악 프로그램에서 "Supernova"는 2024년 6월 23일 인기가요에서 트리플 크라운을 달성했다.
| 시상식                        | 연도 | 부문                             | 결과 | Ref.                 |
| ----------------------------- | ---- | -------------------------------- | ---- | -------------------- |
| 아시안 팝 뮤직 어워드         | 2024 | 해외 베스트 댄스 퍼포먼스        | 후보 | [ 52 ]               |
| 아시안 팝 뮤직 어워드         | 2024 | 해외 베스트 편곡가               | 후보 | [ 52 ]               |
| 아시안 팝 뮤직 어워드         | 2024 | 해외 베스트 작사가               | 후보 | [ 52 ]               |
| 아시안 팝 뮤직 어워드         | 2024 | 해외 올해의 노래                 | 후보 | [ 52 ]               |
| 아시안 팝 뮤직 어워드         | 2024 | 해외 올해의 노래 톱 20           | 수상 | [ 52 ]               |
| 아시아 스타 엔터테이너 어워즈 | 2025 | 올해의 노래                      | 수상 | [ 53 ]               |
| D 어워즈                      | 2025 | 올해의 노래 (대상)               | 수상 | [ 54 ]               |
| 엔탑 어워즈                   | 2024 | 베스트 IP                        | 수상 | [ 55 ]               |
| 골든 디스크 어워즈            | 2025 | 베스트 디지털 음원 (본상)        | 수상 | [ 56 ]               |
| 골든 디스크 어워즈            | 2025 | 디지털 음원 대상                 | 수상 | [ 56 ]               |
| 아이하트라디오 뮤직 어워즈    | 2025 | 가장 좋아하는 K-팝 댄스 챌린지   | 후보 | [ 57 ]               |
| 아이하트라디오 뮤직 어워즈    | 2025 | 올해의 K-팝 노래                 | 후보 | [ 57 ]               |
| 코리아 그랜드 뮤직 어워즈     | 2024 | 베스트 송 10                     | 수상 | [ 58 ]               |
| 코리아 그랜드 뮤직 어워즈     | 2024 | 그랜드 송 (대상)                 | 수상 | [ 58 ]               |
| 코리아 그랜드 뮤직 어워즈     | 2024 | 최다 스트리밍 곡                 | 수상 | [ 59 ]               |
| 한국대중음악상                | 2025 | 베스트 K-팝 노래                 | 수상 | [ 60 ]               |
| 한국대중음악상                | 2025 | 올해의 노래 (대상)               | 수상 | [ 60 ]               |
| MAMA 어워즈                   | 2024 | 베스트 안무                      | 수상 | [ 61 ]               |
| MAMA 어워즈                   | 2024 | 베스트 댄스 퍼포먼스 – 여자 그룹 | 수상 | [ 61 ]               |
| MAMA 어워즈                   | 2024 | 올해의 노래 (대상)               | 수상 | [ 61 ]               |
| 멜론 뮤직 어워즈              | 2024 | 올해의 노래 (대상)               | 수상 | [ 62 ]               |
| MTV 비디오 뮤직 어워즈 재팬   | 2025 | 베스트 댄스 비디오               | 수상 | [ 63 ]               |
| 뮤직 어워즈 재팬              | 2025 | 베스트 송 아시아                 | 수상 | [ 64 ] [ 65 ] [ 66 ] |
| 뮤직 어워즈 재팬              | 2025 | 일본 베스트 K-팝 노래            | 후보 | [ 64 ] [ 65 ] [ 66 ] |
| 뮤직 어워즈 재팬              | 2025 | 청취자 선택: 해외 노래 베스트    | 후보 | [ 64 ] [ 65 ] [ 66 ] |
| 필리핀 K-팝 어워즈            | 2024 | 올해의 노래                      | 수상 | [ 67 ]               |

| 프로그램     | 날짜            | Ref.   |
| ------------ | --------------- | ------ |
| 인기가요     | 2024년 5월 26일 | [ 50 ] |
| 인기가요     | 2024년 6월 16일 | [ 68 ] |
| 인기가요     | 2024년 6월 23일 | [ 51 ] |
| 엠카운트다운 | 2024년 5월 23일 | [ 47 ] |
| 엠카운트다운 | 2024년 5월 30일 | [ 69 ] |
| 뮤직뱅크     | 2024년 6월 14일 | [ 70 ] |
| 쇼! 음악중심 | 2024년 5월 25일 | [ 49 ] |
| 쇼! 음악중심 | 2024년 6월 1일  | [ 71 ] |

| 수상        | 날짜            | Ref.   |
| ----------- | --------------- | ------ |
| 주간 인기상 | 2024년 6월 17일 | [ 72 ] |

### 목록

#### 상반기 목록
| 발행사 | 연도 | 목록                                                    | 순위 | Ref.   |
| ------ | ---- | ------------------------------------------------------- | ---- | ------ |
| 빌보드 | 2024 | 2024년 최고의 K-Pop 노래 20선 (현재까지): 비평가의 선택 | 2위  | [ 73 ] |
| 도크   | 2024 | Dork의 2024년 최고의 노래 (현재까지)                    | 등재 | [ 74 ] |
| NME    | 2024 | 2024년 최고의 K-Pop 노래 15선 – 현재까지                | 등재 | [ 75 ] |

#### 연말 목록
| 발행사           | 연도 | 목록                                       | 순위 | Ref.   |
| ---------------- | ---- | ------------------------------------------ | ---- | ------ |
| 빌보드           | 2024 | 2024년 최고의 K-Pop 노래 25선: 스태프 추천 | 1    | [ 76 ] |
| 데이즈드         | 2024 | 2024년 최고의 K-Pop 트랙 50선              | 등재 | [ 77 ] |
| IZM              | 2024 | 2024 올해의 국내 싱글                      | 등재 | [ 78 ] |
| NME              | 2024 | 2024년 최고의 노래 50선                    | 9    | [ 79 ] |
| NME              | 2024 | 2024년 최고의 K-Pop 노래 25선              | 1    | [ 80 ] |
| 페이스트         | 2024 | 2024년 최고의 K-Pop 노래 20선              | 9    | [ 81 ] |
| 롤링 스톤 인디아 | 2024 | 2024년 최고의 K-Pop 노래 10선              | 등재 | [ 82 ] |
| 스테레오검       | 2024 | 2024년 최고의 팝 노래 40선                 | 7    | [ 83 ] |

## 곡 목록
- 디지털 다운로드 및 스트리밍

1. "Supernova" – 2:58

- 디지털 다운로드 및 스트리밍 – iScreaM Vol.33: Supernova / Armageddon Remixes

1. "Supernova" (그라임스 리믹스) – 3:47
2. "Armageddon" (Flava D 리믹스) – 4:07
3. "Armageddon" (2Spade 리믹스) – 3:08
4. "Armageddon" (Mount XLR 리믹스) – 3:16
5. "Supernova" – 2:58
6. "Armageddon" – 3:16

- '디지털 다운로드 및 스트리밍 – Re:Works

1. "Supernova" (켄지 Re:Works) – 3:32
2. "Supernova" – 2:58

## 참여 인력
음반 라이너 노트에서 발췌한 크레딧이다.
스튜디오
- SM 웨이블릿 스튜디오 – 녹음
- SM 옐로우 테일 스튜디오 – 디지털 편집
- SM 블루 오션 스튜디오 – 믹싱
- 821 사운드 – 마스터링

참여 인력
- SM 엔터테인먼트 – 이그제큐티브 프로듀서
- Aespa – 보컬, 백 보컬
- 켄지 – 작사, 작곡, 보컬 디렉팅
- Paris Alexa – 작곡, 백 보컬
- Dem Jointz – 작곡, 편곡
- 노민지 – 녹음, 디지털 편집
- 강은지 – 녹음
- 김철순 – 믹싱
- 권남우 – 마스터링

## 차트
| 차트 (2024)                           | 최고 순위 |
| ------------------------------------- | --------- |
| 아르헨티나 (아르헨티나 핫 100)        | 50        |
| 이집트 (IFPI)                         | 5         |
| 빌보드 글로벌 200 (《빌보드》)        | 17        |
| 홍콩 (빌보드)                         | 1         |
| 인도네시아 (ASIRI)                    | 11        |
| 인도네시아 (빌보드)                   | 10        |
| 일본 (재팬 핫 100)                    | 25        |
| 일본 통합 싱글 (오리콘)               | 24        |
| 말레이시아 (빌보드)                   | 6         |
| 말레이시아 인터내셔널 (RIM)           | 5         |
| 네덜란드 (글로벌 탑 40)               | 17        |
| 뉴질랜드 핫 싱글 (RMNZ)               | 12        |
| 나이지리아 스트리밍 (턴테이블 탑 100) | 87        |
| 싱가포르 (RIAS)                       | 6         |
| 대한민국 (써클)                       | 1         |
| 대만 (빌보드)                         | 2         |
| 영국 다운로드 (오피셜 차트 컴퍼니)    | 33        |
| 영국 싱글 판매 (OCC)                  | 33        |
| 미국 월드 디지털 송 세일즈 (빌보드)   | 5         |

| 차트 (2024)     | 순위 |
| --------------- | ---- |
| 대한민국 (써클) | 1    |

| 차트 (2024)         | 순위 |
| ------------------- | ---- |
| 글로벌 200 (빌보드) | 139  |
| 일본 (재팬 핫 100)  | 99   |
| 대한민국 (써클)     | 1    |
| 대만 (히토 라디오)  | 4    |

## 인증
| 국가                        | 인증     | 판매량/출하량 |
| 스트리밍                    | 스트리밍 | 스트리밍      |
| --------------------------- | -------- | ------------- |
| 일본 (RIAJ)                 | 골드     | 50,000,000    |
| 대한민국 (KMCA)             | 플래티넘 | 100,000,000   |
| 스트리밍을 기반으로 한 인증 |          |               |

## 발매 역사
| 지역   | 날짜            | 형식                     | 버전            | 레이블           |
| ------ | --------------- | ------------------------ | --------------- | ---------------- |
| 다양한 | 2024년 5월 13일 | 디지털 다운로드 스트리밍 | 오리지널        | SM 카카오        |
| 다양한 | 2024년 9월 20일 | 디지털 다운로드 스트리밍 | 그라임스 리믹스 | ScreaM SM 카카오 |
| 다양한 | 2024년 10월 7일 | 디지털 다운로드 스트리밍 | Re:Works        | ScreaM SM 카카오 |

## 같이 보기
- 2024년 써클 디지털 차트 1위 목록
- SBS 인기가요 1위 수상자 목록 (2024년)
- 엠카운트다운 1위 수상자 목록 (2024년)
- 뮤직뱅크 1위 수상자 목록 (2024년)
- 쇼! 음악중심 1위 수상자 목록 (2024년)